# Balbacil
Balbacil es una localidad española perteneciente al municipio de Maranchón, en la provincia de Guadalajara. En 2017 contaba con 4 habitantes.

## Historia
La localidad pertenece al término municipal guadalajareño de Maranchón, en la comunidad autónoma de Castilla-La Mancha. Antiguo municipio, a mediados del siglo XIX su población ascendía a 192 habitantes. En 2017 contaba con 4 habitantes. Balbacil aparece descrita en el tercer volumen del Diccionario geográfico-estadístico-histórico de España y sus posesiones de Ultramar de Pascual Madoz de la siguiente manera:

BALBACIL: l. con ayunt. en la prov. de Guadalajara (28 leg.), part. jud. de Molina (5), dióc. de Sigüenza (8), c. g. de Castilla la Nueva. sit. en una loma bastante suave y en llano, la mayor parte con esposicion al S.: es de clima frio, reinan los aires N. y S., y los dolores de costado y reumas: tiene 70 casas de mediana construccion y poca comodidad: consistorial, cárcel, y escuela en el mismo edificio, que poco se diferencia de los demas: esta se halla desempeñada por el sacristan que percibe 18 fan. de centeno y asisten 18 niños: la igl. parr. es muy ant. y sólida, su curato es perpetuo en oposicion, y está dedicada á la Purísima Concepcion de Ntra. Sra.: en los afueras se ven las ruinas de una ermita dedicada á la Soledad, cuya imágen hace mas de 80 años que se trasladó á la parroquia.: los vec. se sirven de aguas de pozo, que tienen todas las casas por no haber fuentes ni r. Confina el térm. por N. y O.  con el de Codes; S. Clares, y E. Turmiel, en dist. de 1 á 3/4 de leg. Comprende 5,082 fan. de tierra, de las cuales se cultivan alternando por mitad cada año, 2,602, y son 600 de primera clase, 790 de segunda, y 1,212 de tercera: hay ademas 1 deh. de roble poco poblada al O. del pueblo; varios montes de sabinas por el E., y abunda de buenos pastos para ganados lanares; el terreno es de un suelo regular con algunas lastras de piedra caliza y pedrizas: cruza el térm. y pueblo la ant. carretera de Aragon, la cual como abandonada se halla en muy mal estado; los demas caminos son travesias de herradura de pueblo á pueblo: el correo se recibe en Maranchon por medio de balijero 3 veces á la semana: prod. trigo, cebada, avena y legumbres; se mantienen 3,500 cab. de ganado lanar trashumante, 2,600 del pais, 162 caballerias mayores y menores, y alguna caza menor: ind.: hornos de cal: pobl. 66 vec., 192 alm. : cap. prod.: 694,400 rs. : imp. 62,500 : contr. 3,537 rs. 17 mrs. : presupuesto municipal: 1,800, del que se pagan 230 al secretario, y se cubre con el prod. de 1 posada de propios, el arbitrio de la taberna, y repartimiento vecinal: suele tambien pronunciarse Barbacil.
(Madoz, 1846, p. 457)

## Demografía
| Gráfica de evolución demográfica de Balbacil entre 1842 y 1960 |
| |
| Población de derecho según los censos de población del INE Población de hecho según los censos de población del INEEntre el censo de 1970 y el anterior, este municipio desaparece porque se integra en el municipio Maranchón |